# 本成寺 (富士宮市)
本成寺（ほんじょうじ）は、静岡県富士宮市にある日蓮宗の寺院。

## 概要

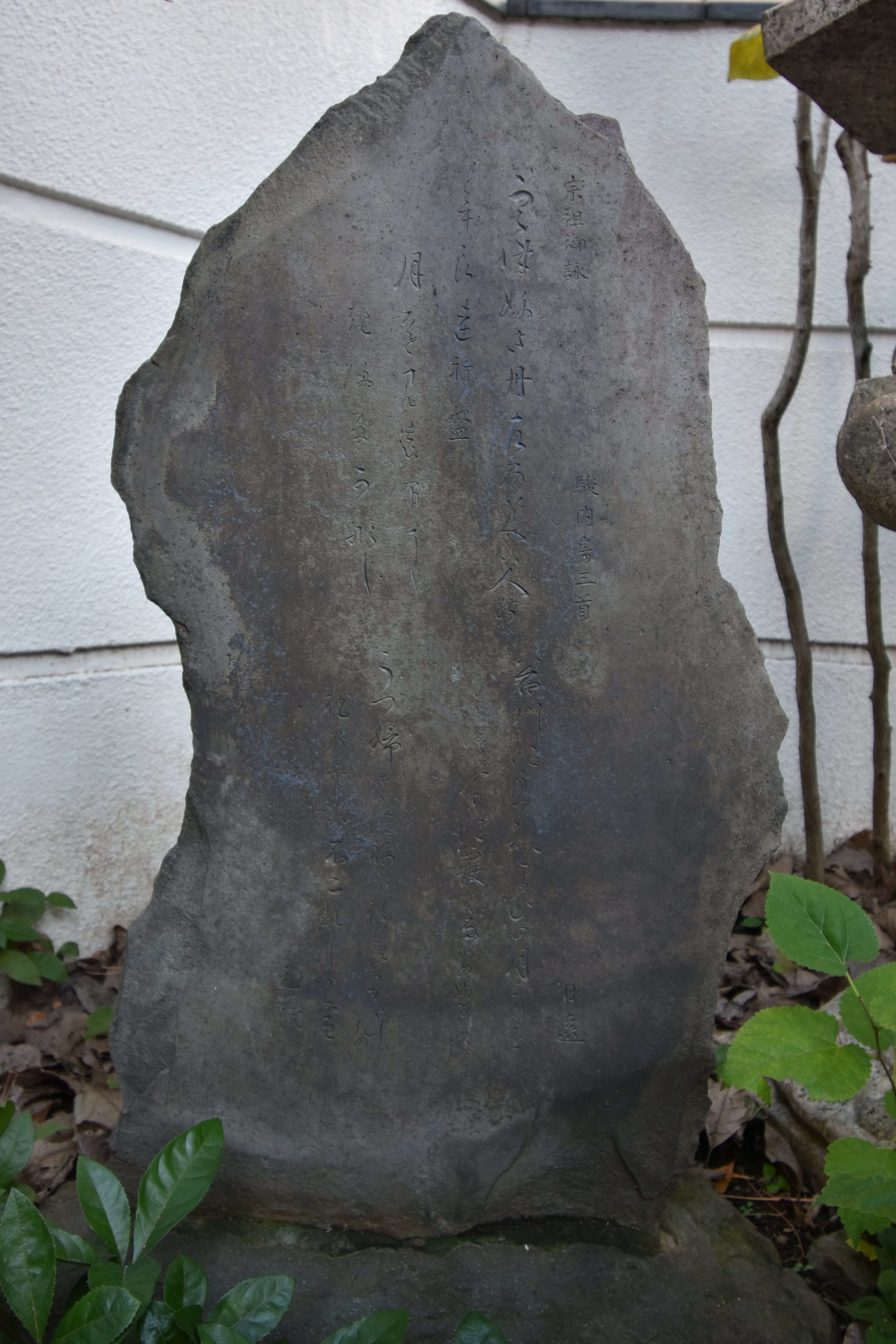
蓮光寺（東京都杉並区）境内にある内房三詠の歌碑

元は真言宗であったが、改宗して日蓮宗となる。本成寺は各日蓮伝記本に確認される「内房三詠」（内房三首御詠）の舞台の地であり、日蓮霊場の1つである。内房三詠は日蓮・日遠・元政が詠んだ和歌三首のことである。また日蓮の自筆書状である文永9年（1272年）の「日蓮聖人書状」（日妙聖人御書）を伝来している。
万延元年（1860年）『松亭身延紀行』には本成寺からの様子として「ここを長遠山本成寺といふ、ここより富士山正面に見へ、実に眼さむるばかりの心地す」とある。

## 伝説・伝承
本成寺に関わる猫檀家系統の伝承が残る。内容は以下の通りである。
その昔、大晦日（内房の小字）の地で葬式が行われた。しかし棺を開くと遺体が見当たらない。困惑した民が本成寺の庵主に相談すると、庵主は山猫の仕業であると考えた。そこで和尚がお唱をし、天神として祀るので今後は悪さをしないよう言い聞かせた。この山猫を祀ったのが窪山天神であるという。